# Джулиус, Дэвид
Дэвид Джулиус (англ. David J. Julius; род. 4 ноября 1955, Бруклин, Нью-Йорк) — американский физиолог. Получил известность как исследователь ноцицепции и терморецепции (возникновения ощущений боли и тепла). Лауреат Нобелевской премии по физиологии или медицине за 2021 год совместно с Ардемом Патапутяном «за открытие рецепторов температуры и прикосновения». 
Доктор философии (1984), профессор Калифорнийского университета в Сан-Франциско, где трудится с 1990 года.
Член Национальной академии наук США (2004).

## Биография
Родился в нью-йоркском районе Брайтон-Бич в семье еврейских эмигрантов из России. Там же окончил среднюю школу Авраама Линкольна. Отец был инженером, мать — учительницей начальных классов.
В 1977 году получил степень бакалавра в Массачусетском технологическом институте (MIT), в 1984 году — степень доктора философии в Калифорнийском университете в Беркли. С 1990 года работает в Калифорнийском университете в Сан-Франциско, профессор.
Член Американской академии искусств и наук (2005), иностранный член Венгерской академии наук. 

## Награды и отличия
- 2000 — Нейронаучная премия Перла−UNC[англ.]
- 2006 — Zülch-Preis[нем.]
- 2010 — Passano Award[англ.]
- 2010 — Премия принца Астурийского
- 2010 — Премия Шао по медицине и наукам о жизни, «За плодотворные исследования молекулярных механизмов чувствительности кожи к болевым стимулам и температуре и включения гиперчувствительности.»
- 2013 — Премия Пола Янссена за биомедицинское исследование[англ.], «For his discovery of the molecular mechanism that controls thermosensation (sensory perception of temperature) and elucidation of the role this mechanism plays in the sensation of acute and inflammatory pain»[9]
- 2016 — Pharmacology Krebs Lecture, Вашингтонский университет
- 2017 — HFSP Премия Накасонэ[нем.], «For his discovery of the molecular mechanism of thermal sensing in animals»
- 2017 — Международная премия Гайрднера[10]
- 2019 — Премия Розенстила
- 2020 — Премия Кавли
- 2020 — Премия за прорыв в области медицины
- 2020 — BBVA Foundation Frontiers of Knowledge Award
- 2021 — Нобелевская премия по физиологии или медицине